# Verbaladjektiv
Verbaladjektive sind, wie z. B. das Partizip, Adjektive verbalen Ursprungs, d. h. ihr Bedeutungsgehalt lässt sich von einem entsprechenden Verbalstamm herleiten, ihr Formenbestand entspricht aber dem anderer deklinierbarer Wörter. Wie andere Adjektive auch, können sie entweder attributiv oder prädikativ gebraucht werden. In den verschiedenen Sprachen können sie auch inhaltlich verschiedene Funktionen übernehmen.

## Altgriechisch
Im Altgriechischen gibt es zunächst ein Verbaladjektiv, das sowohl von seiner Funktion her als auch der Endung nach dem Partizip Perfekt Passiv im Lateinischen entspricht. Kennen wir dort für den Nominativ Singular maskulinum die Endung -tus, so lautet er im Altgriechischen -tos. Auch übersetzt wird dieses Verbaladjektiv wie im Lateinischen: Beispielsweise ist jemand, der als παιδευτός paideutós bezeichnet wird, erzogen.
Die Endung -tos kann jedoch noch eine zweite Bedeutung haben, die unserem deutschen -bar entspricht. Ein παιδευτὸς παῖς paideutòs paîs ist also auch ein erziehbares Kind. Hier wie überhaupt gilt, dass man bei der Suche nach der treffenden Übersetzung den Kontext beachten muss. 
Die zweite Endung des griechischen Verbaladjektivs lautet, wiederum im Nominativ Singular Maskulinum, -teos. Sie drückt, wie das lateinische Gerundivum, aus, dass etwas getan werden muss. Hier sind, je nachdem, welche Perspektive betont werden soll, zwei Konstruktionen möglich: 
Persönlich konstruiert ist das Verbaladjektiv mit seinem Bezugswort kongruent; ein pais paideuteos ist also ein erziehenswertes Kind oder ein Kind, das erzogen werden muss.
Man kann aber auch neutral formulieren paideuteon estin - es muss erzogen werden, es besteht die Notwendigkeit zu erziehen, man muss erziehen. Dann tritt der ursprüngliche Verbalcharakter des Wortes in den Vordergrund, und es hat das zu erziehende Kind als Akkusativobjekt bei sich: ton paida paideuteon estin. 
Sowohl bei der ersten als auch bei der zweiten Option des Verbaladjektivs auf -teos tritt die Person, für die sich die Notwendigkeit des Handelns ergibt, in den Dativus auctoris. Hämin paideuteos estin ho pais oder auch hämin paideuteon estin ton paida heißt also: Für uns besteht die Notwendigkeit, das Kind zu erziehen oder schlicht Wir müssen das Kind erziehen.

## Latein
Im Lateinischen erfüllt das Gerundivum die gleiche Funktion wie im Griechischen das Verbaladjektiv auf -teos: Es drückt meist aus, dass etwas geschehen muss. An den Verbalstamm wird die Lautfolge -nd- angefügt, die Endungen entsprechen wie bei den griechischen Verbaladjektiven auch den Nomina der a- bzw. o-Deklination. 
Die Konstruktionsmöglichkeiten entsprechen ebenfalls dem Griechischen. Man kann entweder die persönliche Formulierung mit Kongruenz zwischen Bezugswort und Verbaladjektiv wählen – discipula nobis laudanda est = „die Schülerin muss von uns gelobt werden“ – oder unpersönlich formulieren: Nunc est bibendum = „nun muss getrunken werden“. Wie man am ersteren Beispiel sieht, tritt auch im Lateinischen der Dativus Auctoris hinzu, wenn derjenige genannt wird, der die Handlung vollbringen muss.
Zu den drei Arten von lateinischen Partizipien gehören das Partizip Präsens Aktiv, das Partizip Futur Aktiv und das Partizip Perfekt Passiv, die bis auf das Partizip Futur Aktiv genau wie im Deutschen übersetzt werden können. Sie werden zur Kennzeichnung der Zeitverhältnisse benutzt.